# Steve Clemente
Steve Clemente, född Esteban Clemento Morro 22 november 1885 i Tonichi, Sonora, Mexiko, död 7 maj 1950 i Los Angeles, var en mexikansk-amerikansk skådespelare, verksam under första hälften av 1900-talet.
Clemente medverkade bland annat i 1933 års monster-äventyrsfilm King Kong samt dess uppföljare Kongs son.